# Alacón
Alacón – gmina w Hiszpanii, w prowincji Teruel, w Aragonii, o powierzchni 47,5 km². W 2011 roku gmina liczyła 331 mieszkańców.